# Carlos Sastre

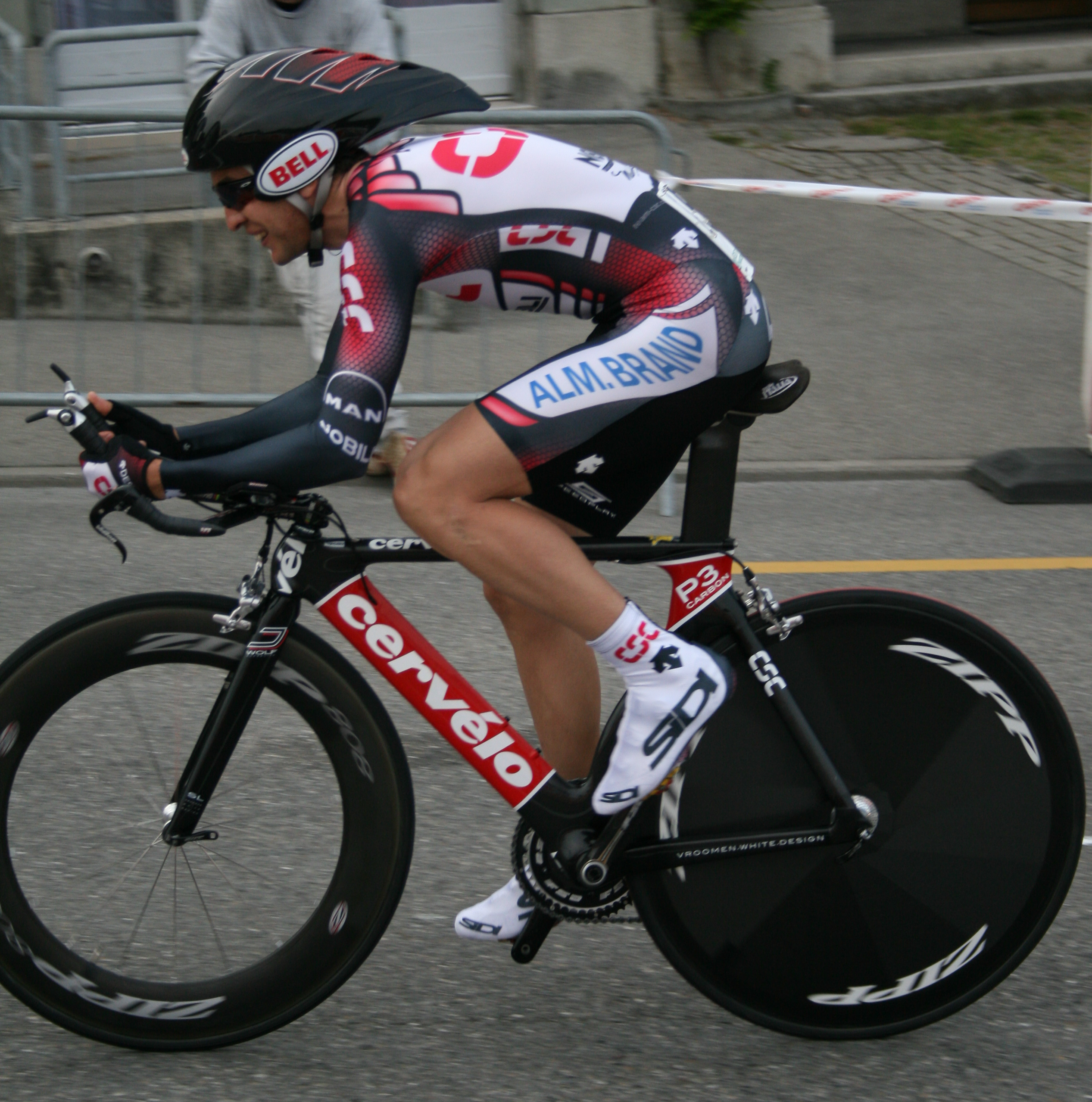
Carlos Sastre under 2007 års Romandiet runt.

Carlos Sastre Candil, född 22 april 1975 i Madrid, Spanien, är en spansk  före detta professionell tävlingscyklist som tävlade för det schweiziska stallet Cervélo TestTeam sedan säsongen 2009. Sastre var framförallt en bra cyklist i bergen och hade flera topp-10 placeringar i Vuelta a España och två fjärdeplaceringar i Tour de France. Sastre största seger i karriären kom 2008 då han vann Tour de France.

## Biografi
Carlos Sastre blev professionell 1998 i det spanska laget ONCE, men han var redan 1997 stagiaire (lärling) för stallet. De första åren i stallet var han hjälpryttare och tog därmed inte så många egna segrar. Han utmärkte sig ändå med sin fina klättrarförmåga och lyckades vinna bergspristävlingen och blev åtta totalt i Vuelta a España 2000. 
2002 gick Sastre över till det danska stallet Team CSC, där han var kapten i laget under Vuelta a España och hade en fri roll under Tour de France. Detta resulterade i att han vann den 13:e etappen i Tour de France 2003. När han kom ensam till mållinjen satte han en napp, som han hade med sig, i munnen för att hedra sin nyfödda dotter.
Före säsongen 2004 tränade Sastre och lagkamraten Ivan Basso på att köra tempolopp för att bli mer kompletta som cyklister. Det här året blev han åtta i Tour de France och sexa i Vuelta a España. I Tour de France 2005 var Sastre en ren hjälpryttare till Ivan Basso och slutade 21:a totalt. Under Vuelta a España var han dock kapten och slutade tvåa totalt efter att Roberto Heras blivit diskvalificerad när han testats positivt för EPO.
Under 2006 hjälpte Sastre Ivan Basso att vinna Giro d'Italia och han var tänkt att göra detsamma under Tour de France, men efter att Basso pekats ut som inblandad i Operación Puerto blev det Sastre som blev kapten i laget. Sastre visade sig vara bäst av alla i bergen och han låg tvåa inför det avslutande tempoloppet, men tvingades släppa tysken Andreas Klöden och den senare dopningsavstängda amerikanen Floyd Landis förbi sig och slutade fyra totalt. När Landis senare visade sig ha varit dopad fick han tredje platsen i resultatlistan. 
Under säsongen 2006 vann Sastre endagsloppet Klasika Primavera.
Sastre slutade på en andra plats sammanlagt på Vuelta a España 2007 efter ryssen Denis Mensjov. Han avslutade samma år Tour de France på fjärde plats i sammandraget.
Sastre tog sin andra etappseger i Tour de France 2008 när han ryckte uppför L'Alpe d'Huez. Han tog också över den gula ledartröjan från sin stallkamrat Fränk Schleck efter etappen. Spanjoren behöll den gula ledartröjan till Paris och vann därmed Tour de France. Sastre vann tävlingen 58 sekunder framför tvåan Cadel Evans och en minut och 13 sekunder före trean Bernhard Kohl.
I september 2008 berättade Carlos Sastre att han efter sju år i det danska stallet CSC-Saxo Bank hade valt att byta lag till Cervélo TestTeam inför säsongen 2009. I maj tog han säsongens första seger när han vann etapp 16 av Giro d'Italia, en etapp som han vann genom en soloattack. Sastre vann också etapp 19 av tävlingen, även den genom en soloutbrytning. På Tour de France 2009 slutade spanjoren på en sjätte plats på etapp 15 bakom Alberto Contador, Andy Schleck,  Vincenzo Nibali, Fränk Schleck och Bradley Wiggins. Den regerande Tour de France-vinnaren lyckades bara med att sluta på en 17:e plats.

## Privatliv
Carlos Sastre är svåger till den bortgångne tävlingscyklisten José María Jiménez, som slutade trea på Vuelta a España 1998.

## Stall
- ONCE 1997 (stagiaire)
- ONCE 1998–2001
- Team CSC 2002–2008
- Cervélo TestTeam 2009–2010
- Geox-TMC 2011